# Muckle Green Holm
Muckle Green Holm ist eine heute unbewohnte Insel der Orkney in Schottland. Sie ist in etwa 28 Hektar groß und steigt bis auf 28 Meter über dem Meeresspiegel. Die wörtliche Bedeutung des Namens ist widersprüchlich. „Holm“ vom altnordischen holmr bedeutet kleine Insel. „Muckle“, ist schottisch für „groß“. So ist Muckle Green Holm eine große kleine grüne Insel. Im Süden von Muckle Green Holm liegt Little Green Holm, und zwischen beiden der Sound of Green Holms.
Es gibt prähistorische und/oder mittelalterliche Spuren, die auf eine Bewirtschaftung oder ein Kloster deuten. Unklar ist, ob der altnordische Name der Insel Hellisey war, die in der Orkneyinga saga erwähnt wird.
Sweyn Asleifsson und seine Männer sollen sich 1147 vor Earl Rögnvald Kali Kolsson Leuten mit ihrem Boot, in einer Höhle auf Hellisey versteckt haben. „… es ist eine große Höhle in den Felsen und das Meer kam bei Flut bis in den Eingang der Höhle“. Die Sage erzählt, dass sie ihr Boot in der Höhle verließen und sich ein von den Mönchen ein kleines Boot liehen und nach Sanday fuhren wo Sweyn einen Verwandten hatte. Es gibt auf der Ostseite der Insel tatsächlich Höhlen in die ein Boot passt.